# Messerschmitt Me 265
De Messerschmitt Me 265 is een jachtvliegtuig ontworpen door de Duitse vliegtuigbouwer Messerschmitt.

## Ontwikkeling
De ontwikkeling van de Me 265 begon in principe al in 1939 met de overgang van Dr. Alexander Lippisch naar Messerschmitt. Tijdens zijn verhuizing nam hij een groot aantal medewerkers mee, waaronder ingenieur Stender. In het najaar van 1942 begon Stender te werken aan het project Li P.10 dat uiteindelijk zou uitgroeien tot de Me 265. Het is niet geheel duidelijk of het projectnummer 265 officieel is toegekend door het RLM.
Het was de bedoeling dat er zo veel mogelijk onderdelen van de Me 210 zouden worden gebruikt. Het toestel werd tezamen met de Me 329 ontwikkeld om te kunnen worden vergeleken met de Me 410.
Het toestel was een staartloze Zerstörer. Het had een tweekoppige bemanning die rug aan rug zat. De vleugel had een deltavorm en was hoog tegen de romp geplaatst. De vleugels hadden een iets grotere pijlstand aan de buitenvleugels dan aan de binnenkant. De vleugel was geheel van metaal vervaardigd. De twee Daimler-Benz DB603 lijnmotoren waren in de achterkant van de vleugels ingebouwd en waren voorzien van een vierbladige duwpropeller. De rompvoorkant was van de Me 210 overgenomen en de rompachterkant liep iets schuin naar beneden om zo te voorkomen dat de propellers de grond zouden raken.
De radio-operator / waarnemer bediende de twee op afstand bediende 13mm-MG 131 machinegeweren die zich aan de rompzijkant bevonden. De bewapening bestond verder uit twee 20mm-MG151/20 kanonnen en twee 7,9mm-MG17 machinegeweren.
Het landingsgestel trok inwaarts op en het neuswiel trok naar achteren op.
Het project werd geannuleerd nadat men voor de verdere ontwikkeling van de Me 410 koos.